# Marek Marszałek
Marek Gabriel Marszałek – polski filolog, dr hab. nauk humanistycznych, profesor uczelni i kierownik Katedry Przekładoznawstwa Wydziału Językoznawstwa Uniwersytetu Kazimierza Wielkiego.

## Życiorys
31 maja 2007 habilitował się na podstawie pracy zatytułowanej Słownictwo wydawnictw książkowych drukowanych na radzieckiej Litwie. Opis dyferencjalny. Został zatrudniony na stanowisku profesora nadzwyczajnego w Instytucie Humanistycznym Państwowej Wyższej Szkole Zawodowej we Włocławku oraz w Instytucie Neofilologii i Lingwistyki Stosowanej na Wydziale Humanistycznym Uniwersytetu Kazimierza Wielkiego.
Jest profesorem uczelni i kierownikiem Katedry Przekładoznawstwa Wydziału Językoznawstwa Uniwersytetu Kazimierza Wielkiego.